# Championnat d'Europe féminin de football
Cet article traite de l'épreuve féminine. Pour la compétition masculine, voir Championnat d'Europe de football.
Le championnat d'Europe féminin de football est une compétition de football opposant les équipes nationales féminines, organisée par l'UEFA. La première édition, qui  s'appelle Compétition européenne de l'UEFA pour les équipes féminines représentatives, est disputées par seize équipes à partir de 1982 et se termine en 1984 par une finale en matchs aller-retour remportée par la Suède.
Organisée tous les deux ans de 1987 à 1997, tous les quatre ans ensuite, la compétition prend le nom de championnat d'Europe à partir de l'édition 1991. La phase finale instituée en 1987 avec les quatre demi-finalistes, passe à huit équipes en 1997, puis douze en 2009 et enfin seize en 2017. L'Allemagne est la nation la plus titrée avec huit victoires finales sur treize éditions.

## Historique

Ancien logo.

L'idée de mettre en place une compétition continentale en Europe entre les sélections nationales de football féminin date des années 1960 et 1970. Deux premières compétitions continentales non reconnues par l'UEFA furent en effet disputées en 1969 et en 1979 (respectivement remportées par l'Italie et le Danemark).
Au début des années 1980, l'UEFA, soucieuse de développer le football féminin sur le continent, décide de créer une compétition officielle appelée Compétition européenne de l'UEFA pour les équipes féminines représentatives, dont la première édition débute en 1984 au terme d'une finale jouée en matchs aller-retour. La Suède devient la première championne d'Europe de football féminin à l'issue d'une séance de tirs au but remportée face à l'Angleterre. La seconde édition a lieu trois années plus tard en 1987 et voit l'introduction d'un tournoi final réunissant les quatre demi-finalistes. C'est une autre nation scandinave, la Norvège, qui s'empare du trophée en battant en finale la Suède, tenante du titre.
La compétition se déroule alors tous les deux ans les années impaires.
En 1989 le tournoi final a lieu en Allemagne de l'Ouest, l'équipe allemande remporte à domicile la compétition en battant la tenante du titre la Norvège en finale, donnant ainsi un troisième vainqueur en trois éditions disputées. Les joueuses de l'équipe gagnante ne recevront pour toute récompense de la part de la fédération allemande de football (DFB) qu'un service à café de chez Villeroy & Boch avec des fleurs,.
En 1991 au Danemark la compétition prend le nom de Championnat d'Europe, l'Allemagne (récemment réunifiée) devient la première sélection à remporter pour la deuxième fois la compétition et conserver son titre en battant à nouveau la Norvège en finale, après prolongation.
En 1993, le tournoi se déroule en Italie, la Norvège reprend la coupe en s'imposant 1-0 en finale face à l'Italie, égalisant la performance de l'Allemagne avec deux titres acquis.
De 1995 à 2013, l'Allemagne affirme sa suprématie sur le continent européen en remportant tous les titres (six éditions). En 1995 elle bat notamment la Suède 3-2 en finale à Kaiserslautern, puis en 1997 elle dispose de l'Italie 2-0, finaliste malheureux pour la seconde fois. En 1997 le nombre de participants à la phase finale passe de quatre nations à huit nations avec des quarts de finale joués en poules au premier tour. Après 1997, l'UEFA décide d'espacer l'organisation de l'évènement qui se déroulera désormais tous les quatre ans. L'édition suivante a donc lieu en 2001 en Allemagne avec un nouveau titre pour le pays-hôte (victoire en finale contre la Suède 1-0). En 2005 en Angleterre, l'Allemagne est sacrée championne d'Europe pour la quatrième fois d'affilée en battant la Norvège 3-1 en finale, portant ainsi son total de titres à six.
En 2009, la phase finale est de nouveau remodelée pour passer de huit nations à douze nations, elle se déroule en Finlande et est à nouveau remportée par l'Allemagne. La suprématie allemande se poursuit quatre ans plus tard en Suède pour l'Euro 2013.
La phase finale s'élargit à 16 équipes en 2017. Le tournoi 2017 est celui des surprises. Après avoir aligné une série record de six titres consécutifs, l'Allemagne connait l'échec pour la première fois depuis 1993, en étant battue en quart de finale par le Danemark, futur finaliste. Les Pays-Bas, qui n'avaient jusqu'alors atteint le dernier carré du championnat d'Europe qu'à une seule reprise (en 2009), sont sacrés champions d'Europe à domicile.

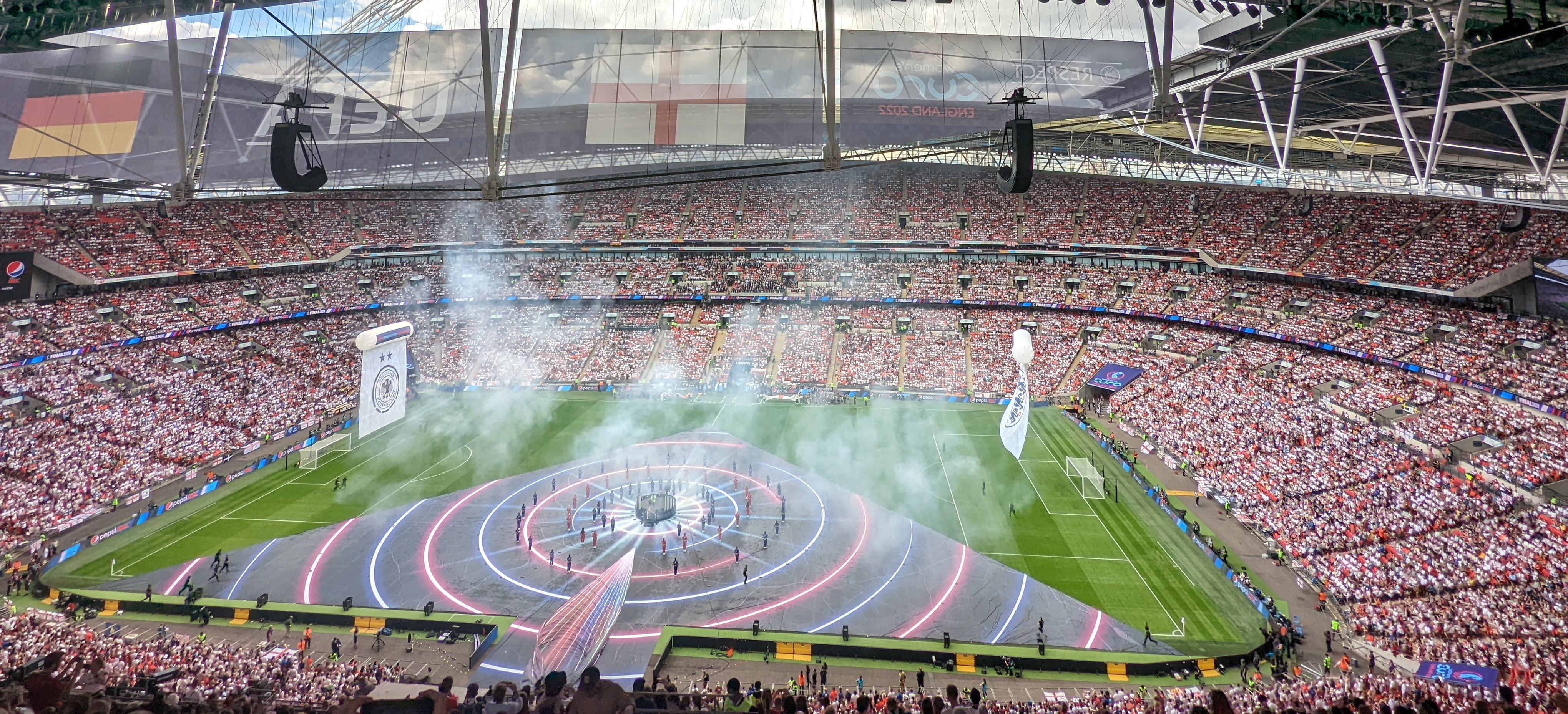
La finale de l'Euro 2022 à Wembley.

Lors de l'édition 2022, toujours à 16 équipes et décalée d'un an suite au Covid-19, l'Angleterre décroche son premier titre international à domicile, face à l'Allemagne en prolongation. 
Cette treizième finale a battu des records d'affluence, avec un total de presque 90 000 personnes présentes dans le stade pour encourager leur équipe. 
Fin d'année 2024, l'UEFA dévoile une campagne de développement du football féminin européen, s'étalant jusqu'à 2030, ayant pour ambition de faire progresser le football féminin européen, ce qui laisse entrevoir la possibilité à terme d'un nouvel élargissement à 24 équipes.

## Organisation
Après une première édition en 1984, le championnat d'Europe féminin de football est régulièrement organisé les années impaires, tous les deux ans entre 1987 et 1997, puis tous les quatre ans depuis 1997. L'UEFA supervise son organisation ; le choix du pays d'accueil s'effectue par le comité exécutif de l'UEFA quelques années avant le déroulement du tournoi final (pour l'euro 2009, le pays hôte la Finlande fut désigné le 11 juillet 2006).
Deux éditions, celles de 1984 et de 1995, n'ont pas connu de phase finale en tournoi. Elles se sont déroulées sous le format classique des Coupes d'Europe de clubs, par matchs aller-retour pour la phase à élimination directe, y compris la finale en 1984. En 1995, le choix préalable du stade de Kaiserslautern, permet à l'Allemagne de disputer la finale (un seul match) à domicile.

## Déroulement de la compétition
La compétition se déroule généralement sur deux phases : une phase préliminaire de qualification et un tournoi final (appelé phase finale), chaque fédération affiliée à l'UEFA peut présenter une sélection après l'accord de cette dernière.

### Phase qualificative
Actuellement toutes les nations doivent prendre part à la phase de qualification à l'exception du pays-hôte qui est qualifié d'office. Cette phase préliminaire se dispute sur deux années.

### Phase finale
Depuis le tournoi de 2017, les 16 sélections nationales qualifiées sont réparties au premier tour en quatre poules de quatre équipes. Chaque équipe affronte une fois chacun des adversaires de sa poule. Les deux premières de chaque groupe sont qualifiées pour la phase à élimination directe qui va des quarts de finale jusqu'à la finale. Il n'y a pas de match de classement pour la troisième place.
En cas d'égalité à la fin du temps réglementaire d'une rencontre à élimination directe, une prolongation de 30 minutes est jouée. Si le score est toujours de parité à l'issue de la prolongation, une séance de tirs au but est organisée pour départager les deux équipes.

### Participation
| Édition      | 1984 | 1987 | 1989 | 1991 | 1993 | 1995 | 1997 | 2001 | 2005 | 2009 | 2013 | 2017 | 2022 | 2025 |
| ------------ | ---- | ---- | ---- | ---- | ---- | ---- | ---- | ---- | ---- | ---- | ---- | ---- | ---- | ---- |
| Total        | 16   | 16   | 16   | 18   | 22   | 19   | 33   | 33   | 33   | 45   | 45   | 46   | 48   | 51   |
| Phase finale | -    | 4    | 4    | 4    | 4    | -    | 8    | 8    | 8    | 12   | 12   | 16   | 16   | 16   |

Le nombre d'inscrits est passé de seize en 1984 à quarante-huit en 2022. Quatre nations prenaient part au tournoi final entre 1987 et 1993. Un premier élargissement a eu lieu en 1997 avec huit nations qualifiées pour la phase finale puis un deuxième élargissement en 2009 avec douze nations. À noter qu'il n'y a pas eu de tournoi final en 1984 et 1995. Depuis 2017 la phase finale concerne seize nations. Enfin, depuis 2005 le pays organisateur est qualifié d'office.

## Palmarès
| Champion |      | Finaliste            | Demi-finaliste           |                               | Demi-finaliste |                     |                     |                     |
| 1re      | 1984 | -                    | Suède (1)                | 1 – 0 0 – 1 (4 – 3 t.a.b)     | Angleterre     | Danemark Italie     | Danemark Italie     | Danemark Italie     |
| 2e       | 1987 | Norvège              | Norvège (1)              | 2 − 1                         | Suède          | Italie              | 2 − 1               | Angleterre          |
| 3e       | 1989 | Allemagne de l'Ouest | Allemagne de l'Ouest (1) | 4 − 1                         | Norvège        | Suède               | 2 − 1               | Italie              |
| 4e       | 1991 | Danemark             | Allemagne (2)            | 3 − 1 (a.p)                   | Norvège        | Danemark            | 2 − 1 (a.p)         | Italie              |
| 5e       | 1993 | Italie               | Norvège (2)              | 1 − 0                         | Italie         | Danemark            | 3 – 1               | Allemagne           |
| 6e       | 1995 | -                    | Allemagne (3)            | 3 − 2                         | Suède          | Angleterre Norvège  | Angleterre Norvège  | Angleterre Norvège  |
| 7e       | 1997 | Norvège & Suède      | Allemagne (4)            | 2 − 0                         | Italie         | Espagne Suède       | Espagne Suède       | Espagne Suède       |
| 8e       | 2001 | Allemagne            | Allemagne (5)            | 1 − 0 · (a.p )                | Suède          | Danemark Norvège    | Danemark Norvège    | Danemark Norvège    |
| 9e       | 2005 | Angleterre           | Allemagne (6)            | 3 − 1                         | Norvège        | Finlande Suède      | Finlande Suède      | Finlande Suède      |
| 10e      | 2009 | Finlande             | Allemagne (7)            | 6 − 2                         | Angleterre     | Pays-Bas Norvège    | Pays-Bas Norvège    | Pays-Bas Norvège    |
| 11e      | 2013 | Suède                | Allemagne (8)            | 1 − 0                         | Norvège        | Danemark Suède      | Danemark Suède      | Danemark Suède      |
| 12e      | 2017 | Pays-Bas             | Pays-Bas (1)             | 4 − 2                         | Danemark       | Autriche Angleterre | Autriche Angleterre | Autriche Angleterre |
| 13e      | 2022 | Angleterre           | Angleterre (1)           | 2 − 1 (a.p)                   | Allemagne      | France Suède        | France Suède        | France Suède        |
| 14e      | 2025 | Suisse               | Angleterre (2)           | 1 − 1 (a.p.) (t.a.b. : 3 - 1) | Espagne        | Allemagne Italie    | Allemagne Italie    | Allemagne Italie    |

Compétitions antérieures non reconnues par l'UEFA. Non-officiel, hors palmarès :
| Année | Pays hôte | Vainqueur | Score | Finaliste |
| ----- | --------- | --------- | ----- | --------- |
| 1969  | Italie    | Italie    | 3 – 1 | BK Femina |
| 1979  | Italie    | Danemark  | 2 – 0 | Italie    |

## Bilan par nation
| Rang | Équipe     | Vainqueur | Finaliste | Troisième (ou demi-finaliste en 1984 et depuis 1995) | Titres remportés                                 | Participations |
| ---- | ---------- | --------- | --------- | ---------------------------------------------------- | ------------------------------------------------ | -------------- |
| 1    | Allemagne  | 8         | 1         | 1                                                    | 1989, 1991, 1995, 1997, 2001, 2005, 2009 et 2013 | 12             |
| 2    | Norvège    | 2         | 4         | 3                                                    | 1987, 1993                                       | 13             |
| 3    | Angleterre | 2         | 2         | 2                                                    | 2022, 2025                                       | 10             |
| 4    | Suède      | 1         | 3         | 5                                                    | 1984                                             | 12             |
| 5    | Pays-Bas   | 1         | -         | 1                                                    | 2017                                             | 5              |
| 6    | Italie     | -         | 2         | 3                                                    | -                                                | 13             |
| 7    | Danemark   | -         | 1         | 5                                                    | -                                                | 11             |
| 8    | Espagne    | -         | 1         | 1                                                    | -                                                | 5              |
| 9    | France     | -         | -         | 1                                                    | -                                                | 8              |
| 10   | Finlande   | -         | -         | 1                                                    | -                                                | 5              |
| 11   | Autriche   | -         | -         | 1                                                    | -                                                | 2              |

### Classement historique
Dans ce classement qui hiérarchise hors palmarès (titres, finales, etc.) la performance globale des nations, le barème historique et statistiquement équitable de la victoire à 2 points (1 pour un match nul et 0 pour une défaite) est utilisé. Selon une convention statistique dans le football, les matchs à élimination directe conclus par une séance de tirs au but restent comptés comme des matchs nuls et n'attribuent pas de points supplémentaires au vainqueur. Les équipes sont classées par total de points, puis ratio points par match, différence de buts, buts marqués.
Classement mis à jour le 3 août 2025.
| Rang | Equipe          | Pts(*) | J  | G  | N | P  | BP  | BC | +/- | Participations |
| ---- | --------------- | ------ | -- | -- | - | -- | --- | -- | --- | -------------- |
| 1    | Allemagne       | 121    | 51 | 38 | 7 | 6  | 113 | 34 | +79 | 12             |
| 2    | Suède           | 82     | 46 | 25 | 7 | 14 | 82  | 50 | +32 | 12             |
| 3    | Angleterre      | 65     | 40 | 20 | 5 | 15 | 78  | 60 | +18 | 10             |
| 4    | Norvège         | 64     | 43 | 19 | 7 | 17 | 60  | 65 | -5  | 13             |
| 5    | France          | 51     | 30 | 14 | 9 | 7  | 51  | 39 | +12 | 8              |
| 6    | Danemark        | 38     | 36 | 10 | 8 | 18 | 36  | 52 | -16 | 11             |
| 6    | Italie          | 38     | 40 | 10 | 8 | 22 | 44  | 70 | -26 | 13             |
| 8    | Pays-Bas        | 36     | 21 | 11 | 3 | 7  | 32  | 24 | +8  | 5              |
| 9    | Espagne         | 34     | 22 | 10 | 4 | 8  | 34  | 23 | +11 | 5              |
| 10   | Finlande        | 16     | 17 | 4  | 4 | 9  | 16  | 31 | -15 | 5              |
| 11   | Autriche        | 15     | 9  | 4  | 3 | 2  | 8   | 4  | +4  | 2              |
| 12   | Belgique        | 10     | 10 | 3  | 1 | 6  | 10  | 15 | -5  | 3              |
| 13   | Suisse          | 9      | 10 | 2  | 3 | 5  | 11  | 16 | -5  | 3              |
| 14   | Islande         | 7      | 16 | 1  | 4 | 11 | 10  | 29 | -19 | 5              |
| 15   | Russie          | 6      | 15 | 1  | 3 | 11 | 10  | 31 | -21 | 5              |
| 16   | Portugal        | 5      | 9  | 1  | 2 | 6  | 9   | 23 | -14 | 3              |
| 17   | Ukraine         | 3      | 3  | 1  | 0 | 2  | 2   | 4  | -2  | 1              |
| 17   | Pologne         | 3      | 3  | 1  | 0 | 2  | 3   | 7  | -4  | 1              |
| 17   | Écosse          | 3      | 3  | 1  | 0 | 2  | 2   | 8  | -6  | 1              |
| 20   | Irlande du Nord | 0      | 3  | 0  | 0 | 3  | 1   | 11 | -10 | 1              |
| 20   | Pays de Galles  | 0      | 3  | 0  | 0 | 3  | 2   | 13 | -11 | 1              |

## Statistiques
- Victoire / défaite
  - Plus grand nombre de titres pour une nation : 8  Allemagne
  - Plus grand nombre de présence en phase finale pour une nation : 13  Norvège et  Italie
  - Plus grand nombre de finales perdues pour une nation : 4  Norvège
  - Plus grand nombre de titres consécutifs pour une nation : 6  Allemagne (de 1995 à 2013)
  - Plus grand nombre de défaites consécutives en finale pour une nation : 2  Norvège (1989 et 1991)
- Nombre de buts en finale
  - Plus grand écart de buts : +4  Allemagne 6-2  Angleterre en 2009.
  - Plus grand nombre de buts marqués en finale : 8  Allemagne 6-2  Angleterre en 2009.
  - Plus grand nombre de buts marqués par le vainqueur : 6  Allemagne en 2009
  - Plus grand nombre de buts marqués par le finaliste : 2  Suède en 1995, 2  Angleterre en 2009 et 2  Danemark en 2017
  - Plus petit écart de buts : 0  Suède 1-0 et 0-1 aller-retour (4-3 tab)  Angleterre en 1984 et  Angleterre 1-1 (3-1 tab)  Espagne en 2025
  - Plus petit nombre de buts marqués : 1  Norvège 1-0  Italie en 1993 et  Allemagne 1-0  Suède en 2001,  Allemagne 1-0  Norvège en 2013
  - Plus petit nombre de buts marqués par le vainqueur : 1  Norvège en 1993,  Allemagne en 2001 et 2013 et  Angleterre en 2025
  - Plus petit nombre de buts marqués  par le finaliste : 0  Italie en 1993 et 1997,  Suède en 2001 et  Norvège en 2013
- Finale
  - Nombre de finales qui se sont terminées en prolongation : 3  Allemagne 3-1  Norvège en 1991,  Allemagne 1-0  Suède en 2001 et  Angleterre 2-1  Allemagne en 2022
  - Nombre de finales qui se sont terminées aux tirs au but : 2  Suède 1-0, 0-1 (4-3 tab)  Angleterre en 1984 et  Angleterre 1-1 (3-1 tab)  Espagne en 2025
  - Nombre de finales opposant les deux mêmes nations : 4  Allemagne/ Norvège en 1989, 1991, 2005 et 2013

## Couverture par les médias et spectateurs

### Couverture télévisuelle
Toute l'édition 2005 fut retransmise par la chaîne de télévision Eurosport en direct. La BBC a retransmis les trois matchs de poules de l'Angleterre et la finale du tournoi. Lors de la rencontre Angleterre-Suède disputée le samedi 11 juin 2005, 20 % de l'audience britannique a été atteint par la BBC c'est-à-dire environ trois millions de téléspectateurs.

### Présence dans les stades

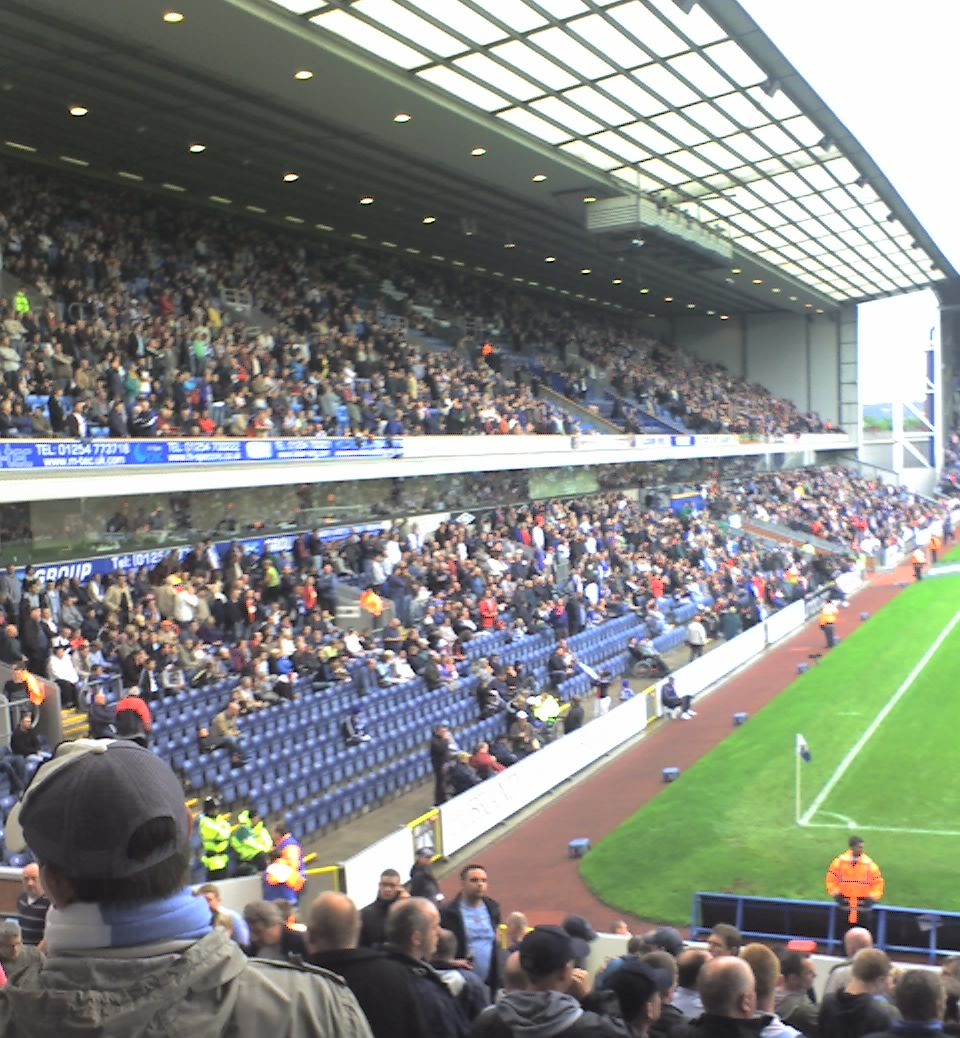
Ewood Park, stade de la finale de l'Euro 2005.

L'édition de 2005 a attiré 117 384 spectateurs pour les 15 rencontres disputées dont 29 092 spectateurs pour le match d'ouverture entre l'Angleterre et la Finlande (record pour un match international féminin en Europe) et 21 100 spectateurs à Ewood Park à Blackburn pour la finale opposant l'Allemagne et la Norvège. En moyenne donc, les matchs ont été assistés par 7 825 spectateurs par match sur l'ensemble de l'édition 2005.